# Prosser (Nebraska)
Pour les articles homonymes, voir Prosser.
Le village de Prosser est situé dans le comté d’Adams, dans l’État du Nebraska, aux États-Unis. Sa population s’élevait à 66 habitants lors du recensement de 2010, estimée à 71 habitants en 2015.

## Démographie
| Groupe            | Prosser | Nebraska | États-Unis |
| ----------------- | ------- | -------- | ---------- |
| Blancs            | 100     | 86,1     | 72,4       |
| Autres            | 0       | 13,9     | 27,6       |
| Total             | 100     | 100      | 100        |
|                   |         |          |            |
| Latino-Américains | 0       | 9,2      | 16,7       |

Selon l'American Community Survey, pour la période 2011-2015, 99,98 % de la population âgée de plus de 5 ans déclare parler anglais à la maison alors que 1,01 % déclare parler l'espagnol.

## Source
- (en) Cet article est partiellement ou en totalité issu de l’article de Wikipédia en anglais intitulé « Prosser, Nebraska » (voir la liste des auteurs).

1. ↑  (en) « Prosser, NE Population - Census 2010 and 2000 », sur censusviewer.com.
2. ↑  (en) « Population of Nebraska - Census 2010 and 2000 », sur censusviewer.com.
3. ↑  (en) « Language spoken at home by ability to speak English for the population 5 years and over », sur factfinder.census.gov.